# Mathias Schils
Mathias Schils (Hasselt, 1 mei 1993) is een Belgisch betaald voetballer die op het middenveld speelt. 

## Carrière

### Jeugd
Schils begon met voetballen bij Diepenbeek VV. Na een jaar stapte hij over naar FC Melo Zonhoven. Ook daar speelde hij een jaar. In 2002 maakte hij de overstap naar KRC Genk. Na acht jaar opleiding stapte hij in 2010 over naar  Sint-Truiden.

### Sint-Truiden VV
Schils maakte op 15 september 2012 zijn debuut voor Sint-Truiden  in een competitiewedstrijd tegen Dessel Sport. Hij maakte op 9 februari 2013 zijn eerste doelpunt als profvoetballer, tegen KSK Heist. Schils groeide daarna uit tot een van de sterkhouders van de ploeg en kreeg samen met aanvoerder Rob Schoofs een basisplek op het middenveld.

## Statistieken
| Seizoen         | Club            | Competitie      | Competitie | Competitie | Eindronde | Eindronde | Beker | Beker | Totaal | Totaal |
| Seizoen         | Club            | Competitie      | Wed.       | Dlp.       | Wed.      | Dlp.      | Wed.  | Dlp.  | Wed.   | Dlp.   |
| --------------- | --------------- | --------------- | ---------- | ---------- | --------- | --------- | ----- | ----- | ------ | ------ |
| 2012/13         | Sint-Truiden VV | Tweede klasse   | 25         | 1          | 0         | 0         | 3     | 0     | 28     | 1      |
| 2013/14         | Sint-Truiden VV | Tweede klasse   | 24         | 2          | 5         | 1         | 3     | 0     | 32     | 3      |
| 2014/15         | Sint-Truiden VV | Tweede klasse   | 33         | 4          | 0         | 0         | 2     | 0     | 35     | 4      |
| 2015/16         | Sint-Truiden VV | Eerste klasse   | 8          | 0          | 0         | 0         | 2     | 0     | 10     | 0      |
| 2016/17         | Lommel United   | Tweede klasse   | 28         | 2          | 2         | 0         | 1     | 0     | 31     | 2      |
| 2017/18         | SC Cambuur      | Eerste divisie  | 15         | 0          | 0         | 0         | 1     | 0     | 16     | 0      |
| Carrière totaal | Carrière totaal | Carrière totaal | 133        | 9          | 7         | 1         | 12    | 0     | 152    | 10     |

1 Jansen ·
2 Caschili ·
3 Smand ·
5 Poll ·
6 Van Mullem ·
7 Balk ·
8 Kieftenbeld ·
9 Afolabi ·
10 De Jong ·
11 Alhaft ·
12 Diemers  ·
14 Casas ·
15 Ottesen ·
16 Galvez ·
17 Nartey ·
18 Rölke ·
19 De Leeuw ·
20 Nieling ·
21 Schaapman ·
22 Reiziger ·
23 Minnema ·
24 Jonker ·
25 Marsman ·
26 Mercera ·
27 Kooistra ·
28 Souren ·
29 Pauwels ·
30 Van der Veen ·
31 Renkel ·
33 Priem ·
41 Henstra ·
43 Bakkati ·
44 Potma ·
99 Hilterman ·
Coach: De Jong
· Assistent-coach: Burghout
· Assistent-coach: Reinsma
· Keeperstrainer: Van der Vlag